# Oxalate d'uranyle
L’oxalate d'uranyle est un composé chimique de formule UO2C2O4. Il s'agit d'une poudre jaune clair hygroscopique. À température ambiante, on le rencontre généralement sous forme de trihydrate UO2C2O4·3H2O ; la substance pure cristallise dans le système monoclinique selon le groupe d'espace P21/c (no 14).
Il peut être obtenu par réaction de l'hexahydrate de nitrate d'uranyle UO2(NO3)2·6H2O avec l'acide oxalique HOOC–COOH.
On le rencontre souvent au début et à la fin du cycle du combustible nucléaire.
Sa sensibilité à la photolyse l'a fait utiliser jadis en actinométrie.